# Rose de Tokyo
Pour les articles homonymes, voir Rose de Tokyo (homonymie).

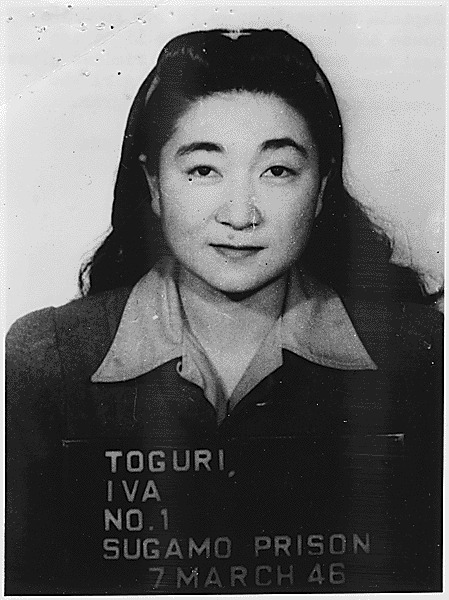
Iva Toguri D'Aquino, l'une des roses de Tokyo.

La rose de Tokyo (anglais : Tokyo Rose) est le surnom donné par les Alliés de la Seconde Guerre mondiale dans l'océan Pacifique à la douzaine de femmes anglophones chargées de diffuser par radio de la propagande japonaise pour saper le moral des forces alliées.
Ce surnom est toutefois particulièrement lié à l'Américano-japonaise Iva Toguri D'Aquino.
En 1946, Lotus Long joue son rôle dans le film Tokyo Rose de Lew Landers.